# Audiotopsy (banda)
Audiotopsy es una banda de heavy metal estadounidense de Peoria, Illinois, formada en 2015. La banda actualmente consta de un vocalista principal y al mismo tiempo guitarrista de ritmo Billy Keeton, el guitarrista principal y vocalista de fondo es Greg Tribbett, el bajista y vocalista de fondo es Perry Stern, y baterista Matthew McDonough.

## Historia

### Formación yNatural Causes(2015–2017)
La banda se formó en 2015 después de que Greg Tribbett dejara el grupo Hellyeah junto con el bajista Bob ‘Zilla' Kakaha.
El álbum debut de estudio debut de la banda, Natural Causes fue producido el 2 de octubre de 2015 bajo la productora Napalm Records. Fue escrito y producido por Tim Laud. Las canciones "Headshot" y "The Calling" fueron premiadas por las revistas Loudwire y Revólver respectivamente.

### The Real Now (2018–presente)
La banda actualmente está grabando un segundo álbum de estudio, con fechas en 2018. El nombre del álbum es The Real Now y será realizado el 2 de noviembre, bajo la licencia de  Megaforce Records. Dos canciones han sido promocionadas para la nueva grabación , "What Am I" (7 de septiembre de2018) y "War" (11 de octubre de 2018).

## Estilo musical
La banda ha sido categorizada en los medios de comunicación como metal alternativo, groove metal, y post-grunge. Tribbett se refiere hacia Audiotopsy como un 'hard rock progresivo.' En su entrevista sobre Natural Causes, en la revista Ghost Cult Magazine escribió "La idea inicial de que tribbett y McDonough trabajen de nuevo junto parece asombroso, pero los ritmos aburridos y apagados de Mudvayne no parecen ser encontrados en ninguna parte. El más cercano conseguimos durante esos días están en ‘Distorted' y ‘Darken the Rainbow,' pero se encuentran mejor en Perdido y Encontrado que L.D. 50. Y eso está bien porque representa que es una banda nueva y  son capaces de producir sus propios momentos de interés

## Miembros de banda
Actualmente
- Billy Keeton – Vocalista principal, guitarrista (2015–presente)
- Greg Tribbett – Guitarrista principal, vocalista de fondo (2015–presente)
- Perry Stern – Bajista, Vocalista de fondo (2015–presente)
- Matthew McDonough – Batería, Percusión (2015–presente)

## Discografía
Álbumes de estudio
- Natural Causes (2015)
- The Real Now (2018)